# Mujeres en Red
Mujeres en Red és un diari digital feminista pioner a Espanya que aposta per l'intercanvi de coneixement lliure i la visibilització de les desigualtats patriarcals, el sexisme i la violència de gènere.
Creat el 1996 per Montserrat Boix va ser una de les primeres xarxes internacionals de dones que va incorporar les TIC per a l'intercanvi d'informació sobre Drets humans i apoderament de les dones. En poc temps va aconseguir crear una xarxa amb més de 5.000 dones amb grups de dones a Espanya, Europa i Amèrica Llatina convertint-se en una xarxa i un espai en Internet de referència ineludible en continguts de gènere i feminisme.
Un dels propòsits de Mujeres en Red és crear un llaç d'unió entre totes les dones internautes del món, amb un clar caràcter reivindicatiu. Al lloc es troba informació sobre la violència domèstica o sobre les injustícies que es viuen en nombrosos països, així com sobre la conferència de l'ONU, Beijing+5, en la qual es feia un repàs de la situació de la dona en el món.
Mujeres en Red dona suport al programari lliure i ha suggerit la proposta de treballar l'ús del llenguatge no sexista mitjançant el programari lliure, com a expressió reivindicativa de les dones.